# Milicias creadas en Buenos Aires durante las Invasiones Inglesas
La reconquista española de la Ciudad de Buenos Aires, luego de la invasión británica de 1806 al Virreinato del Río de la Plata, dio lugar a la formación de unidades milicianas de voluntarios que lograron defender la ciudad durante el contraataque británico ocurrido en 1807. Luego de la Revolución de Mayo de 1810, estas milicias fueron el núcleo original del Ejército Argentino. Las actas de la junta de guerra del 12 de junio de 1807 definieron a estas milicias como cuerpos voluntarios formados por la necesidad y no como milicias regladas.

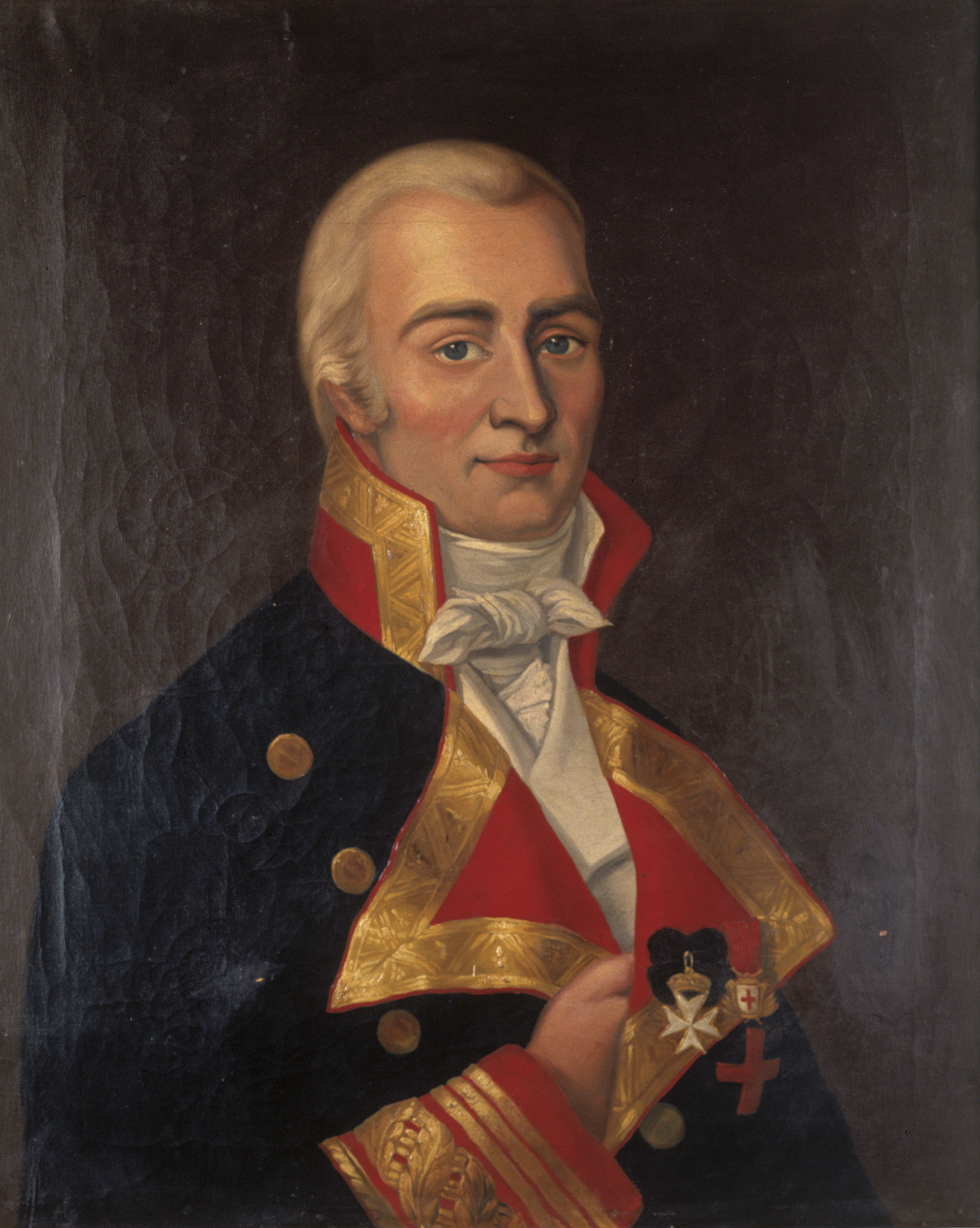
Santiago de Liniers y Bremond.

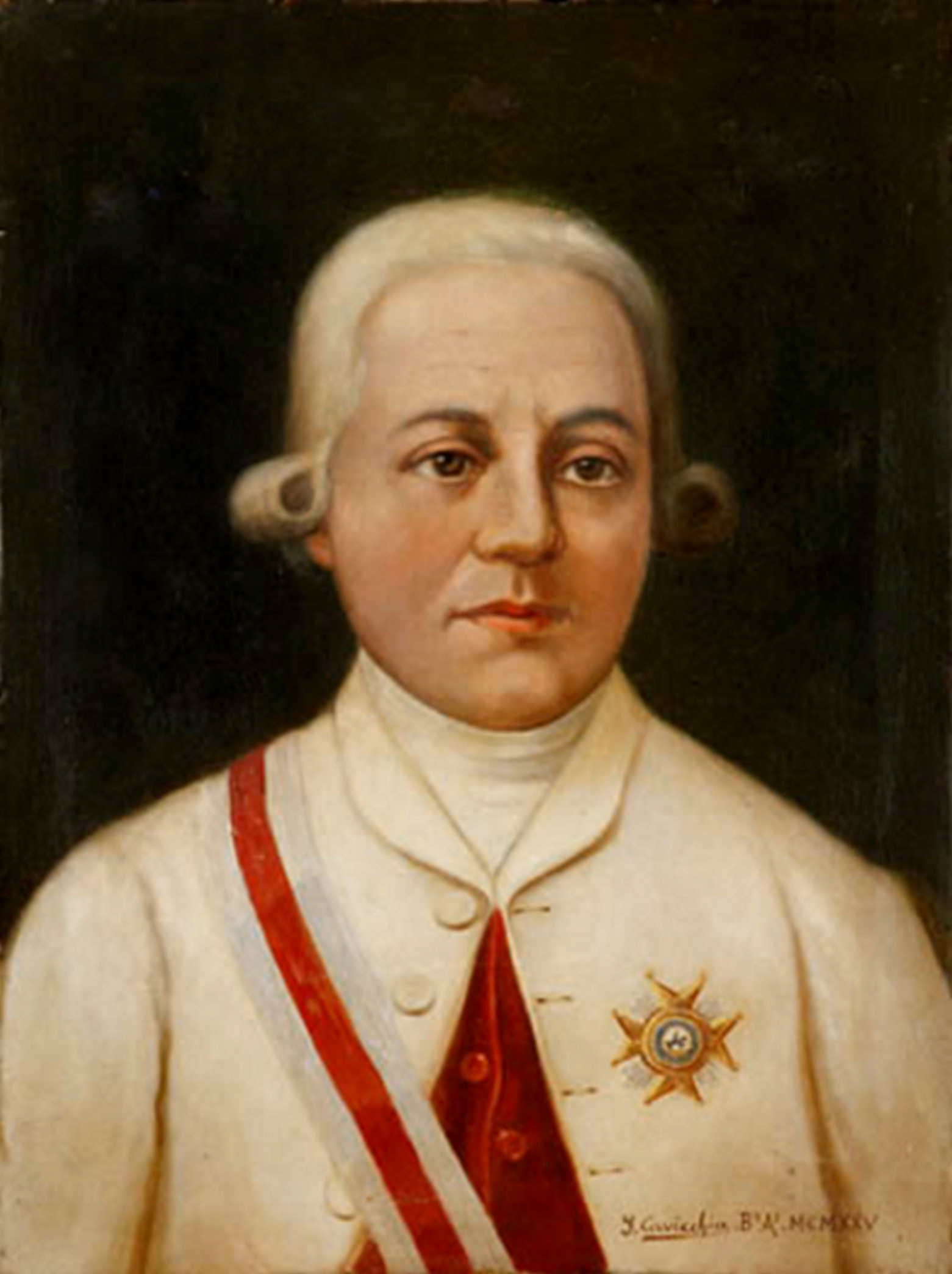
Rafael de Sobremonte.

## Primera Invasión Inglesa
Cuando el 2 de enero de 1806 el virrey Rafael de Sobremonte conoció que una flota británica se hallaba en las costas del Brasil, convocó a las milicias regladas y trasladó a Montevideo a las escasas fuerzas veteranas de Buenos Aires, creyendo que esa plaza amurallada sería el blanco del ataque. El 16 de enero ofició al generalísimo de los Reales Ejércitos y Armadas, el Príncipe de la Paz Manuel Godoy:

(...) con tan fundadas apariencias creí deber prevenirme para todo acontecimiento y considerando de mayor atención al puerto de Montevideo y sus costas, después de dejar tomadas por lo respectivo a esta Capital, cuantas providencias me parecieron oportunas, porque también podría ser invadida y saqueada, me traslade aceleradamente a aquella plaza.

Pero los británicos desembarcaron en Quilmes y se dirigieron a Buenos Aires, dispersando a los milicianos, por lo que el cabildo se rindió antes de que los invasores ingresaran en la ciudad, mientras el virrey se dirigió a Córdoba para reclutar tropas siguiendo un plan de acción aprobado por el rey.

### Voluntarios de Pueyrredón

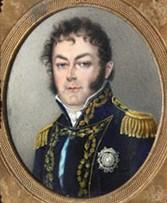
Juan Martín de Pueyrredón.

Ocupada la ciudad por los británicos, muchas personas se negaron a aceptar la rendición y se ocultaron en las quintas y en los campos. Mientras que en la ciudad se organizaban algunos focos de resistencia que planeaban efectuar sabotajes, el Cabildo de Buenos Aires comisionó secretamente al comerciante Juan Martín de Pueyrredón para que pasara a Montevideo a tomar contacto con el gobernador de esa plaza, Pascual Ruiz Huidobro. De él Pueyrredón recibió el encargo de dirigirse a la campaña de Buenos Aires para organizar fuerzas voluntarias de apoyo y juntar caballadas y víveres para la fuerza expedicionaria que partiría de Montevideo al mando del capitán de navío Santiago de Liniers. El 17 de julio de 1806 Pueyrredón desembarcó en San Isidro e inició su misión de sublevar a la campaña. 
Se fijó a la Villa de Luján como el punto de reunión de los voluntarios reunidos por Pueyrredón con los Blandengues de la Frontera. Pueyrredón asistía a los milicianos con sus propios recursos y con los suministrados por el asturiano Diego Álvarez Barragaña, cubriendo los jornales de 4 y medio reales con que se los compensaba por el trabajo perdido. Estos voluntarios, junto a unos 300 milicianos reglados del Batallón de Voluntarios de Infantería de Milicias de Buenos Aires y a las tropas veteranas del Cuerpo de Blandengues, conformaron una fuerza de entre 650 y 800 hombres, en su mayoría montados, que fueron dispersados por los británicos en el Combate de Perdriel el 1 de agosto de 1806. Pero 200 de ellos lograron reunirse en San Isidro con la columna de Liniers procedente de Montevideo y participaron de la reconquista de Buenos Aires, ocurrida el 12 de agosto de 1806. Este grupo de voluntarios, los Voluntarios de Pueyrredón, tuvo una destacada actuación, principalmente en el ataque a la Plaza Mayor y fue el primer escuadrón en organizarse al finalizar la reconquista.

### Voluntarios de Álzaga
El 11 de agosto de 1806 se unieron a las fuerzas de Liniers en el Retiro un grupo de voluntarios criollos y españoles organizados por el regidor del cabildo, Martín de Álzaga, denominados Voluntarios Patriotas de la Unión, participando de la reconquista a las órdenes de Felipe de Sentenach, contando inicialmente con 600 voluntarios. Posteriormente conformaron un cuerpo agregado a la artillería.

### Voluntarios de castas
El teniente Juan del Pino reunió un grupo de personas  Indias, Pardas y Morenas que participaron de la reconquista. Fueron reunidos con los pardos libres y morenos libres de las compañías regladas para formar el Batallón de Castas.

## Motivaciones
Ante la amenazante inminencia de una nueva invasión, el Cabildo de Buenos Aires se reunió el 13 de agosto de 1806, al día siguiente de producida la reconquista de la capital del virreinato, disponiendo convocar a un Congreso General para afirmar la victoria (cabildo abierto) para el 14 de agosto, en el que se trató sobre la organización y preparación de la defensa de la ciudad, la constitución de nuevas fuerzas y la acumulación de víveres y pertrechos. En el cabildo abierto de 98 asistentes se decidió reservar los asuntos militares a una junta de guerra que debía convocarse al efecto para:

(...) Resolver el modo de afirmar la victoria, disponiendo el número de tropas que necesita la ciudad y su costa para resistir al esfuerzo que se teme y aun se asegura que esperaban nuestros enemigos los ingleses, el sueldo que han de ganar y de donde se ha de pagar por ahora.

También se dispuso solicitar al virrey -al que no se le permitió regresar a Buenos Aires- que aceptara como comandante general de armas de Buenos Aires al capitán de navío Santiago de Liniers. Aunque el virrey inicialmente se opuso, el 18 de agosto de 1806 decretó nombrar a Liniers para ese cargo militar, y al regente de la Real Audiencia, Lucas Muñoz y Cubero, para el despacho político urgente. 
La junta de guerra resolvió que lo más conveniente era aprovechar el esfuerzo realizado y el entusiasmo que se había generado en el pueblo ante la victoria lograda sobre tropas profesionales, levantando un ejército de voluntarios milicianos. La inactividad e inoperancia por parte de las autoridades virreinales durante la invasión de un ejército reducido en número pero superior en adiestramiento, equipamiento y experiencia, y el descrédito sufrido por las milicias disciplinadas de acuerdo al Reglamento de 1801, que dejó en evidencia la falta de armamento, instrucción y disciplina, hizo que el sistema fuera abandonado por Liniers en Buenos Aires para evitar el efecto psicológico desmoralizador. Se consideró también que muchos de los jefes de esos cuerpos eran considerados por los milicianos como responsables de la derrota, y al rendirse, debieron jurar no tomar de nuevo las armas contra los británicos mientras durase la guerra. Como los oficiales de los cuerpos reglados tenían despachos otorgados por el rey, si se reconstituían esos cuerpos, debían continuar ocupando sus puestos de mando. Liniers tuvo en cuenta también que el número de milicianos de los cuerpos reglados era insuficiente para defender de nuevo la ciudad. Ante las graves circunstancias que se le presentaban, tomó la decisión de no aferrarse a los mandos, estructuras y reglamentos decididos por la autoridad del rey, todo lo cual fue luego avalado por el virrey Sobremonte.

## Convocatoria de voluntarios
Teniendo como antecedente algunos cuerpos creados por Ruiz Huidobro en Montevideo y ante la inminencia de una nueva invasión, Liniers emitió el 6 de septiembre de 1806 una proclama instando al pueblo de Buenos Aires a organizarse en cuerpos milicianos urbanos separados según su origen:

(...) Vengan, pues, los invencibles cántabros, los intrépidos catalanes, los valientes asturianos y gallegos, los temibles castellanos, andaluces y aragoneses; en una palabra, todos los que llamándose españoles se han hecho dignos de tan glorioso nombre. Vengan, y unidos al esforzado, fiel e inmortal americano, y a los demás habitadores de este suelo, desafiaremos a esas aguerridas huestes enemigas que, no contentas con causar la desolación de las ciudades y los campos del mundo antiguo, amenazan envidiosas invadir las tranquilas y apacibles costas de nuestra feliz América.
Proclama de Santiago de Liniers y Bremond para la creación de los Cuerpos Urbanos destinados a la defensa de Buenos Aires

Una segunda proclama de convocatoria fue emitida el 9 de septiembre en la que se fijó los días de presentación de voluntarios en el Fuerte de Buenos Aires para el enrolamiento:

(...) vengo en convocarlos por medio de ésta, para que concurran a la Real Fortaleza, los días que abajo irán designados, a fin de arreglar los batallones y compañías, nombrando los comandantes y sus segundos, los capitanes y sus tenientes a voluntad de los mismos cuerpos; a los cuales presentaré en aquel acto un diseño del uniforme que precisamente deben usar, si ya no le tuvieren elegido.

Los días señalados para la concurrencia en el Fuerte son á las dos y media de la tarde, á saber: Catalanes, el miércoles 10 del corriente. Vizcaínos y cántabros, el jueves 11. Gallegos y asturianos, el viernes 12. Andaluces, castellanos, levantiscos y patricios, el lunes 15. (...) Ninguna persona en estado de tomar las armas dejará de asistir sin justa causa á la citada reunión, so pena de ser sospechosa y notada de incivismo, quedando en tal caso sujetos á los cargos que deban hacérseles.
Orden de Santiago de Liniers y Bremond para la convocatoria de las Milicias Urbanas

El 10 de septiembre Liniers envió un oficio al Príncipe de la Paz Manuel Godoy, expresándole su plan de reunión de voluntarios:

Me he aprovechado del entusiasmo de estos fieles vasallos para que se aúnen en una masa para su defensa y la del patrio suelo. Ya la mayor parte se ha alistado para este glorioso intento, y no creo que bajen de 500 hombres. Pienso formar tres cuerpos de úsares para reunirlos á las tropas del Paraguay, que formarán un cuerpo de 700 hombres de caballería. Los demás cuerpos serán de Infantería, cada uno con cañones y se denominarán la 1ª banda de Vizcaínos, que comprenden los oriundos de las tres Provincias con los Navarros y Montañeses, y su punto de reunión, el convento de Santo Domingo. La 2ª banda de Catalanes, que comprende los Aragoneses, cuyo punto de reunión será la Residencia. La 3ª banda, de los Gallegos y Asturianos, cuyo punto de reunión será el Hospital, 4ª: los Andaluces Estremeños, Castellanos y Lebantinos, cuyo punto de reunión será el convento de San Francisco. 5ª: los Criollos de Buenos Aires y arribeños, cuyo punto de reunión será la Merced. Y últimamente, Pardos, Indios y Negros, cuyo punto de reunión deben ser las Catalinas (...)

La mayor parte de los hombres adultos de Buenos Aires se enlistó como miliciano de alguno de los diferentes cuerpos que se organizaron. El comandante general de armas logró agrupar una fuerza popular a la que se le sumaban las tropas veteranas, de menor número, formando un ejército de infantería, caballería y artillería. A los voluntarios españoles se los distribuyó en cuerpos según sus regiones de origen. Se autorizó a los voluntarios de los cuerpos urbanos formados a elegir a sus oficiales, a quienes el virrey luego otorgó los despachos militares.
Para octubre de 1806 las fuerzas milicianas de Buenos Aires alcanzaban un total de 7253 plazas.

### Transformación en servicio obligatorio
El 7 de noviembre de 1806 los jefes de los cuerpos pidieron al Cabildo que ordenara por bando que todos los que no se habían alistado lo hicieran en un plazo de 4 días. El Cabildo aceptó y pidió al regente de la Audiencia que emitiera el bando, lo cual se hizo el 20 de noviembre:

Todos los vecinos estantes y habitantes de esta dicha Capital y sus arrabales, de dieciseis a cincuenta años, sin la menor excepción, que no estén alistados, pasen a verificarlo en sus respectivos cuerpos de sus provincias, dentro del término de cuatro dias, tomando sus capitanes las papeletas correspondientes y concurriendo a los ejercicios doctrinales que hacen desde las seis hasta las ocho de la mañana los generosos individuos que están alistados y dedicados ya a la defensa de la patria, bajo el más serio apercibimiento de que, de no ejecutarlo así puntualmente, se procederá contra ellos como sospechosos al Estado que pasados los referidos cuatro días, procedan inmediatamente todos los Alcaldes de barrio a formar en sus respectivos cuarteles un riguroso empadronamiento de todos los vecinos estantes y habitantes de las citadas edades, con la expresión de la de cada uno, de qué provincia es y de la compañía en la que se halla alistado, notando a aquel que no presente la papeleta de su Capitán, revisada del comandante del cuerpo a quien corresponda, sin exceptuar a otras personas que a empleados, eclesiásticos, religiosos, jefe de las oficinas, tribunales, esclavos e impedidos por enfermedad conocida habitual, pues todos los demás no tiene excusa para dejar de asistir a los ejercicios en las horas señaladas y defender a la patria en el riesgo en que se halla y pueda hallarse durante la presente guerra o mientras que su Majestad otra cosa delibera; y verificados que sean los dichos empadronamientos los pase al citado Ilustre Cabildo para proceder en su vista a lo que parezca más justo en servicio del Rey y en defensa de esta capital.

El bando señalaba también que aquellos que se ausentasen o huyesen serían buscados y encarcelados.

## Milicias regladas
Cuando el Marqués de Sobremonte era subinspector general de las tropas del virreinato, preparó un plan de milicias regladas (que tenían una plana mayor veterana y una asamblea reglada con su correspondiente régimen) que fue aprobado por el rey mediante la real cédula de 14 de enero de 1801, el Reglamento para las Milicias disciplinadas de Infantería y Caballería del Virreynato de Buenos Ayres, aprobado por S. M. y mandado observar inviolablemente.
Este reglamento establecía el deber de tomar las armas en defensa del rey, de la religión y de la patria para todos los hombres hábiles de entre 16 y 45 años, con un servicio en la milicia no menor de 10 años y no mayor de 20, excepto para quienes quisieran continuar y si eran necesarios. Los cuerpos milicianos alcanzados por el reglamento pasaron a tener fueros militares e incluían algunos instructores veteranos en sus filas. El resto de las unidades milicianas existente que no fueron contempladas por el reglamento, continuaron en clase de milicias urbanas, para ser convocadas en caso de necesidad. Con los blancos que no eran españoles en 1805 se formó un batallón con 6 compañías denominadas de Urbanos del Comercio.
En 1806 existían como milicias regladas en Buenos Aires:
- Batallón de Voluntarios de Infantería de Buenos Aires, con 8 compañías de fusileros y una de granaderos, y un total de 694 plazas. Su comandante era el coronel de milicias Miguel de Azcuénaga.[1]
- Compañía de Granaderos de Pardos libres de Buenos Aires: con 100 plazas.
- Compañía de Granaderos de Morenos libres de Buenos Aires: con 60 plazas.

El comandante de las dos compañías era el ayudante mayor veterano más antiguo del Batallón de Voluntarios de Infantería de Buenos Aires. 
- Regimiento de Caballería de Voluntarios de Buenos Aires: con 4 escuadrones de 3 compañías de 60 plazas cada uno, totalizando 724 plazas. Estaba integrado por los pobladores de barrios de la periferia de la ciudad considerados extramuros, y chacras inmediatas.
- Compañía de Milicias de Artillería de Buenos Aires, con 100 plazas desde 1804.

Ante la irregularidad de la formación de los cuerpos que no se ajustaban al reglamento de 1801, el subinspector general de las tropas del virreinato, Pedro de Arze, viendo menoscabada su autoridad ofició a Sobremonte el 1 de noviembre de 1806 haciéndole notar que los nuevos cuerpos milicianos habían alistado a los milicianos de los regimientos de infantería y caballería reglados de Buenos Aires, quedando ambos deshechos. Además de que soldados veteranos fueron ocupados en adiestrar a los milicianos sin su anuencia. El 5 de noviembre Sobremonte le respondió que tenía razón, pero que no había forma de remediar la situación, aconsejándole que aceptara las novedades.
Quedaron subsistentes, sin embargo, la Compañía de Granaderos de Pardos libres, la Compañía de Granaderos de Morenos libres (ambas incorporadas al Batallón de Castas), la Compañía de Milicias de Artillería, y la Compañía de Granaderos del Batallón de Voluntarios de Infantería de Buenos Aires.

## Caballería
Las milicias de caballería sumaban 1575 hombres en octubre de 1806.
Cuadro de milicias de caballería de la guarnición de Buenos Aires en octubre de 1806.
| Cuerpo                       | Comandante                   | Plazas | Escuadrones | Compañías |
| ---------------------------- | ---------------------------- | ------ | ----------- | --------- |
| Quinteros y Labradores       | Antonio Luciano de Ballester | 332    | 2           | 6         |
| Cazadores                    | Diego Herrera                | 219    | 1           | 3         |
| Primer Escuadrón de Húsares  | Juan Martín de Pueyrredón    | 203    | 1           | 4         |
| Migueletes                   | Alejo Castex                 | 193    | 1           | 2         |
| Carabineros de Carlos IV     | Benito Rivadavia             | 190    | 1           | 3         |
| Segundo Escuadrón de Húsares | Lucas Vivas                  | 186    | 1           | 4         |
| Tercer Escuadrón de Húsares  | Pedro Ramón Núñez            | 181    | 1           | 4         |
| Escolta del General Liniers  | José Díaz                    | 71     | 0           | 1         |

### Húsares
Juan Martín de Pueyrredón tuvo a su cargo la organización de las fuerzas de húsares de caballería, formándose un cuerpo de 4 escuadrones independientes entre sí. En el oficio del 4 de septiembre de 1806 elevado por Liniers al virrey Sobremonte, le informó:

Tengo casi coordinados tres escuadrones de voluntarios, cuyos individuos han servido todos en la reconquista, quienes de por si se obligan a uniformarse y mantener caballos a pesebre; cada escuadrón debe componerse de ciento veinte jinetes, armados solo de sable y pistola, vestidos a la husarda; si a cada uno de estos escuadrones se agregasen doscientos hombres particularmente paraguayos, quienes además del sable y una pistola, llevasen carabinas, vendríamos a tener un cuerpo de 960 hombres de caballería, cuerpo más que suficiente de esta clase y que en bien poco tiempo se podría poner en el mejor orden de disciplina, siendo V.E. servido de mandar que los seiscientos hombres de milicias fuesen escogidos; estos se buscaráan arbitrios, aunque fuese una suscripción, para uniformarlos también.

La junta de guerra del 2 de marzo de 1807 dispuso que cada escuadrón de caballería contara con 4 compañías de 51 hombres cada una. Los cuerpos fueron armados y uniformados a costas de sus jefes.

#### Húsares de Pueyrredón

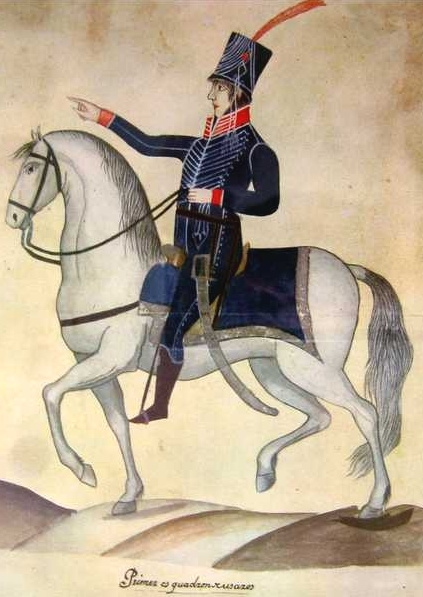
Húsares de Pueyrredón.

El Primer Escuadrón de Húsares Voluntarios Urbanos, Húsares del Rey o Húsares de Pueyrredón se conformó inicialmente con 166 voluntarios en 3 compañías, siendo su jefe el teniente coronel Juan Martín de Pueyrredón, y en su ausencia por viaje a Europa, el capitán Martín Rodríguez, nombrado el 19 de agosto de 1806. En el listado de fuerzas emitido por Liniers en octubre de 1806 figura con 203 hombres. Fue el primer cuerpo en concurrir a la Catedral de Buenos Aires para la bendición de sus banderas el 21 de septiembre de 1806, habiendo usado el de la Villa de Luján. En un documento del 3 de abril de 1817 se lo llama Húsares del Rey y por la Patria Voluntariosa.

#### Húsares de Vivas
El Segundo Escuadrón de Húsares Voluntarios Urbanos, Húsares de Vivas o Húsares Infernales de Vivas, se conformó inicialmente con 161 voluntarios, siendo su jefe el teniente coronel Lucas Vivas. En el listado de fuerzas emitido por Liniers en octubre de 1806 figura con 186 hombres. Sus banderas fueron bendecidas el 19 de octubre de 1806 en la iglesia de Santo Domingo.

#### Húsares de Núñez
El Tercer Escuadrón de Húsares Voluntarios Urbanos, Húsares Infernales de Núñez o Húsares de Núñez, se conformó inicialmente con 164 voluntarios, siendo su jefe el teniente coronel Pedro Ramón Núñez. En el listado de fuerzas emitido por Liniers en octubre de 1806 figura con 181 hombres. Sus banderas fueron bendecidas el 1 de noviembre en la Catedral. Su traje consistía en dormán y pantalón verdes, faja, cordones, alamares y vueltas amarillas. El morrión de fieltro era negro con cordones amarillos y una pluma amarilla con punta verde.
A los Infernales de Núñez se les encomendó como primera misión el traslado de los prisioneros británicos de la Reconquista al interior del virreinato, entre ellos Beresford, quien dijo a Núñez: Lo felicito, Coronel: tienen ustedes la mejor caballería del mundo. Al producirse el ataque británico a Montevideo en 1807, este cuerpo pasó a la Banda Oriental a las órdenes de Elío, participando en el combate de San Pedro y luego retornando a Buenos Aires.
Cuando los británicos desembarcaron en la Ensenada de Barragán en 1807 la 3.º Compañía al mando del capitán Vicente Lima y los tenientes Alejandro Lima e Hilario Ramallo (con 50 hombres) fue enviada a recoger ganado a Magdalena en previsión de un asedio a la ciudad de Buenos Aires, encontrándose con la vanguardia británica. El general Lewison Gower informó:

Aparecieron en el frente adelantado de rifleros cinco oficiales españoles igualmente uniformados, lo que me inclina a suponer que tengo una fuerza a mi frente.

Esto hizo que el avance británico hacia Quilmes se detuviera. El parte del capitán Lima indica:

Se encaminaron hacia donde estábamos nosotros como de facto marchó todo el ejército enemigo, y luego que se aproximara nos emboscamos detrás de las casas y les tiramos varios tiros de fusil de cuyas resultas hicieron formar en batalla una columna de más de cien hombres que venian por delante, apresurando su marcha los que venían más atras para incorporarse; seguimos burlándonos con tiros y gritos. Llegaron al paraje donde habíamos estado, hicieron alto y pasaron la noche sin más novedad, habiéndonos retirado a corta distancia a esperar el dia siguiente.

Los húsares continuaron hostilizando a la columna británica, siendo la primera unidad criolla de las creadas por Liniers en Buenos Aires en entrar en combate. En acción perdieron 3 muertos y 4 heridos. Tras la Defensa de Buenos Aires, los Infernales fueron uno de los cuerpos que continuó sirviendo sin sueldo y el 11 de setiembre de 1809, fueron afectados por la reforma militar que propulsó el virrey Cisneros, siendo disuelta la unidad.

#### Carabineros de Herrera

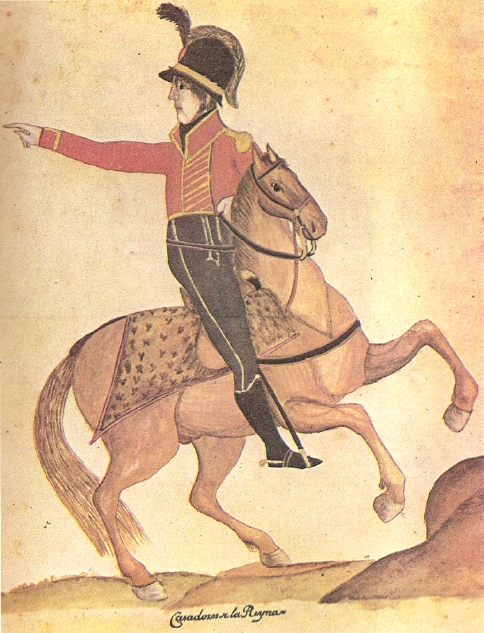
Cazadores de la Reina.

El Cuarto Escuadrón de Húsares, Húsares Cazadores de la Reina o Carabineros de Herrera, se creó luego de los otros 3 escuadrones, conformándose inicialmente con 154 voluntarios, al mando del teniente coronel Luis Fernández. En el listado de fuerzas emitido por Liniers en octubre de 1806 figura con 219 hombres y al mando del teniente coronel Diego Herrera. Sus banderas fueron bendecidas el 31 de octubre de 1806 en la iglesia de San Francisco.
La junta de guerra del 11 de septiembre de 1807 decidió transformarlo en un cuerpo de infantería ligera denominado Batallón de Infantería Ligera Cazadores de Carlos IV, lo que ocurrió el 2 de octubre de 1807. 

### Carabineros de Carlos IV
El Escuadrón de Carabineros de Carlos IV o Quinto Escuadrón de Caballería Ligera: estaba formado por 3 compañías de caballería ligera al mando de Benito Rivadavia. En el listado de fuerzas emitido por Liniers en octubre de 1806 figura con 190 hombres. El 21 de marzo de 1807 Rivadavia pasó a ser sargento mayor de húsares, por lo que el 9 de abril de 1807 Liniers nombró como comandante al teniente coronel Lucas Fernández, quien había formado el escuadrón a sus expensas.

### Migueletes
El Escuadrón de Migueletes, Miqueletes, Migueletes del muy Ilustre Cabildo, Sexto Escuadrón de Caballería Ligera o Migueletes de Castex: fue creado por Marcos Miguens, quien lo puso al mando del abogado Alejo Castex y fue aprobado por el Cabildo a pesar de la negativa de Liniers. Contaba con 3 compañías, una de las cuales era la Escolta del General Liniers, con 71 hombres, al mando de José Díaz. En el listado de fuerzas emitido por Liniers en octubre de 1806 las dos compañías restantes figuran con 193 hombres.

### Quinteros y Labradores
El Cuerpo de Quinteros y Labradores o Cuerpo de Labradores Voluntarios de Caballería de Buenos Aires fue creado con dos escuadrones de campesinos de las quintas, divididos en 6 compañías. Su jefe fue el agricultor teniente coronel Antonio Luciano de Ballester, nombrado por la Audiencia el 13 de marzo de 1807. En el listado de fuerzas emitido por Liniers en octubre de 1806 figura con 332 hombres. No tenían una función de combate, ya que solo contaban con lanzas y unas pocas pistolas. Cumplieron misiones de vigilancia adelantada en los alrededores de la ciudad. Fueron licenciados el 27 de agosto de 1807 para que retomaran sus actividades. 

## Cuerpos de infantería
Las milicias de infantería sumaban 4538 hombres en octubre de 1806.
Cuadro de milicias de infantería de la guarnición de Buenos Aires en octubre de 1806.
| Cuerpo                  | Comandante             | Plazas | Batallones | Compañías |
| ----------------------- | ---------------------- | ------ | ---------- | --------- |
| Patricios               | Cornelio Saavedra      | 1359   | 3          | 23        |
| Catalanes               | Olaguer Reynals        | 583    | 1          | 9         |
| Gallegos                | Pedro Antonio Cerviño  | 510    | 1          | 9         |
| Cántabros               | Prudencio Murguiondo   | 446    | 1          | 8         |
| Arribeños               | Juan Pío de Gana       | 435    | 1          | 9         |
| Andaluces               | José Merelo            | 431    | 1          | 8         |
| Castas                  | José Ramón Baudrix     | 352    | 1          | 9         |
| Montañeses              | José de la Oyuela      | 231    | 1          | 4         |
| Granaderos Provinciales | Juan Florencio Terrada | 107    | 0          | 1         |
| Cazadores Correntinos   | Nicolás Murguiondo     | 84     | 0          | 1         |

### Patricios

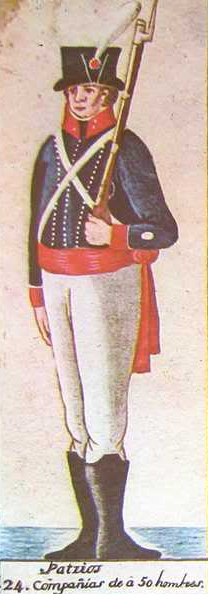
Soldado de Patricios (1807).

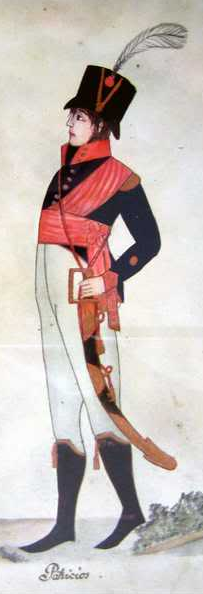
Oficial de Patricios (1807).

La Legión de Patricios Voluntarios Urbanos de Buenos Aires se conformó el 15 de septiembre de 1806, fecha señalada por Liniers para la reunión de los habitantes nativos de Buenos Aires en el Convento de la Merced. Se entendía entonces por patricio a toda persona que reconociera a un determinado lugar como su patria. A la convocatoria acudieron personas cuyos oficios eran jornaleros, artesanos y menesterales pobres.
En el listado de fuerzas emitido por Liniers en octubre de 1806 figura con 1359 hombres. Estaba formado por tres batallones con un total de 23 compañías (8 en los batallones I y III y 7 en el II). Su jefe era el teniente coronel (hasta entonces civil) Cornelio Saavedra, a su vez comandante del 1.º Batallón, siendo los otros dos comandantes el teniente coronel Esteban Romero (2.º Batallón) y el teniente coronel José Domingo Urien (3.º Batallón). Lo componían vecinos nativos de Buenos Aires. Cada compañía contaba de un capitán, un teniente, un subteniente, tres sargentos, ocho cabos, un tambor y 46 soldados. 

### Arribeños

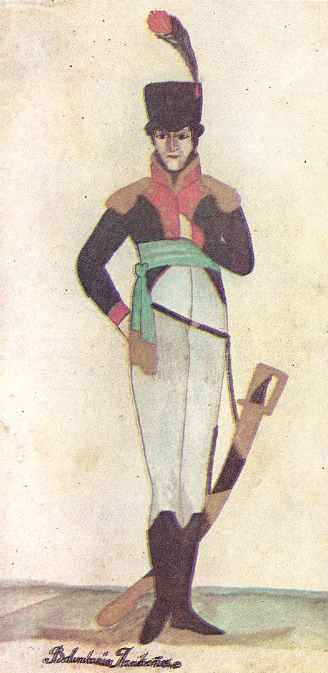
Oficial de Arribeños.

El Batallón de Arribeños, Batallón de Voluntarios Urbanos de los individuos de las provincias del interior, o Batallón de Americanos Forasteros Voluntarios de Infantería fue creado con voluntarios de las provincias "de arriba" (principalmente Córdoba, La Rioja, Tucumán y Catamarca) residentes en Buenos Aires, al mando del teniente coronel Francisco Javier de Medina, quien fuera reemplazado al poco tiempo por el teniente coronel Juan Pío de Gana de origen vizcaíno. Suplantado a su muerte en 1807 por el teniente coronel Francisco Ortiz de Ocampo. Estaba formado por 8 compañías de fusileros y una de granaderos. En el listado de fuerzas emitido por Liniers en octubre de 1806 figura con 435 hombres, entre oficiales y soldados. Tenía además agregadas 2 compañías con 200 hombres de Milicias de Tucumán al mando de Juan Ramón Balcarce, que el Cabildo de San Miguel de Tucumán uniformó a su costa.

### Castas de Infantería
El Batallón de Castas o Batallón de Naturales, Pardos y Morenos de Infantería fue creado en agosto de 1806 sobre la base de la Compañía de Pardos Granaderos Libres, a la Compañía de Morenos Granaderos Libres (ambas eran milicias regladas existentes desde 1801, con 167 hombres) y a los milicianos del Cuerpo de Voluntarios Indios, Pardos y Morenos reunidos por el teniente Juan del Pino durante la reconquista, totalizando inicialmente el cuerpo 876 hombres. Con parte de ellos se formó el Cuerpo de Artillería de Indios, Pardos y Morenos, reduciéndose sus plazas a 352 de acuerdo al listado emitido por Liniers en octubre de 1806. Pasaron a la artillería 24 oficiales y 383 soldados de las compañías 2ª, 3ª y 4ª de naturales; 5ª, 6ª, 7ª y 8ª de pardos; y 2ª de morenos.
Fue su jefe el teniente coronel José Ramón Baudrix, auxiliado por Manuel Ruiz y por José Superí. El cuerpo estaba integrado por 2 compañías de granaderos (una de pardos y una de morenos) y 7 de fusileros formadas por naturales (indígenas que vivían en Buenos Aires, compañías 1ª, 2ª, 3ª y 4ª), pardos (mestizos) y morenos (esclavos negros libertos). Cada casta llevaba distintos uniformes. Su plana mayor tenía 1 comandante, 1 sargento mayor, 2 ayudantes mayores, 2 abanderados, 1 capellán, 1 cirujano y 1 tambor. En junio de 1807, el cuerpo estaba constituido por 5 compañías de pardos, 2 de naturales indígenas y 2 de morenos.

### Cántabros Montañeses
El Batallón de Voluntarios Urbanos Cántabros Montañeses o Tercio de Cántabros Montañeses fue creado con voluntarios de Cantabria, al mando de José de la Oyuela y luego de Pedro Andrés García. La plana mayor estaba compuesta por el 2.º comandante, Manuel de la Piedra; sargento mayor: Antonio de las Cagigas; 1.º ayudante y mayor de infantería: Manuel Ruiz; 2º ayudante: subteniente Juan Manuel Barquín; capellán: Juan Manuel de Agüero y además un abanderado. Estaba compuesto de 4 compañías de fusileros de entre 43 y 53 hombres cada una. Cada compañía tenía 3 oficiales: capitán, teniente y subteniente; 3 sargentos, entre 6 y 8 cabos y un tambor. En 1807 pasaron a guarnecer a Montevideo, en donde fue creada a su costa por García la Compañía de Granaderos que quedó en esa ciudad. En el listado de fuerzas emitido por Liniers en octubre de 1806 figura con 231 hombres.

### Andaluces

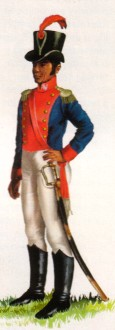
Uniforme del Tercio de Andaluces.

El Batallón de Voluntarios Urbanos de los Cuatro Reinos de Andalucía o Tercio de Andaluces fue creado el 8 de octubre de 1806 al mando de José Merelo, estaba integrado por 8 compañías de 55 hombres cada una. Sus banderas fueron bendecidas el 31 de octubre de 1806 en la iglesia de San Francisco. En el listado de fuerzas emitido por Liniers en octubre de 1806 figura con 431 hombres.

### Gallegos
El Batallón de Voluntarios Urbanos de Galicia o Tercio de Gallegos fue creado el 17 de septiembre de 1806, al mando del director de la Escuela de Náutica, Pedro Antonio Cerviño. Contaba de 8 compañías de fusileros y una de granaderos, de 60 hombres cada una. En el listado de fuerzas emitido por Liniers en octubre de 1806 figura con 510 hombres. Sus banderas fueron bendecidas el 1 de noviembre en la Catedral de Buenos Aires. Su reglamento interno se conserva actualmente.

### Catalanes

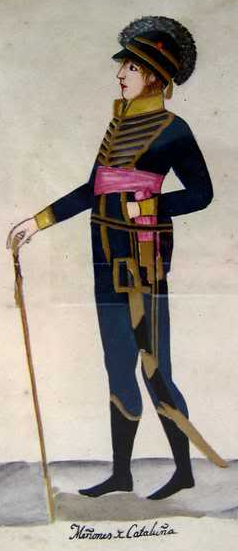
Oficial de Miñones.

El Batallón de Voluntarios Urbanos Miñones de Cataluña o Tercio de Miñones de Cataluña fue creado en septiembre de 1806, al mando de Jaime Nadal y Guarda y luego de Olaguer Reynals, estaba formado por 8 compañías de fusileros de 65 hombres cada una y una de granaderos. Lo componían catalanes, aragoneses, valencianos y baleáricos.
Incluyó dos compañías (la 1ª y la 8ª) creadas sobre la base de la Compañía de Miñones Catalanes de Montevideo. Esta compañía de 120 voluntarios llamada de Migueletes, cuyos jefes eran el teniente de Migueletes de Tarragona Rafael Bufarull y el subteniente José Grau. Había sido costeada en parte por el catalán Miguel Antonio Vilardebó y la mitad de los soldados habían sido efectivos de línea. Lograron capturar el cuartel de la Ranchería durante la reconquista de Buenos Aires el 11 de agosto, sufriendo 3 muertos y 4 heridos.
En el listado de fuerzas emitido por Liniers en octubre de 1806 el Tercio de Catalanes figura con 583 hombres. Sus banderas fueron bendecidas el 30 de octubre de 1806 en la iglesia de Santo Domingo.

### Cántabros de la Amistad

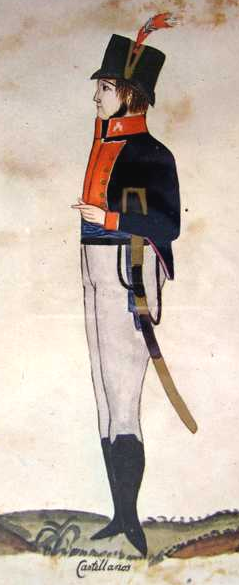
Compañía de Castellanos Viejos, Tercio de Vizcaínos.

El Batallón de Voluntarios Urbanos Cántabros de la Amistad o Tercio de Vizcaínos fue creado el 18 de septiembre de 1806, al mando de Prudencio Murguiondo, estaba formado por 5 compañías de vizcaínos y navarros (una de ellas de granaderos), 2 de asturianos, una de castellanos viejos y una agregada de Cazadores Correntinos al mando del capitán Juan José Fernández Blanco (luego por Nicolás Murguiondo) que fue formada el 14 de agosto de 1806 cuando residentes de Corrientes en Buenos Aires se reunieron en asamblea y constituyeron el cuerpo. El segundo jefe de esta compañía de correntinos era el teniente Elías Galván. En el listado de fuerzas emitido por Liniers en octubre de 1806 figura con 446 hombres, además de 84 cazadores correntinos. Sus banderas fueron bendecidas el 12 de octubre de 1806 en la iglesia de Santo Domingo.

### Granaderos Provinciales

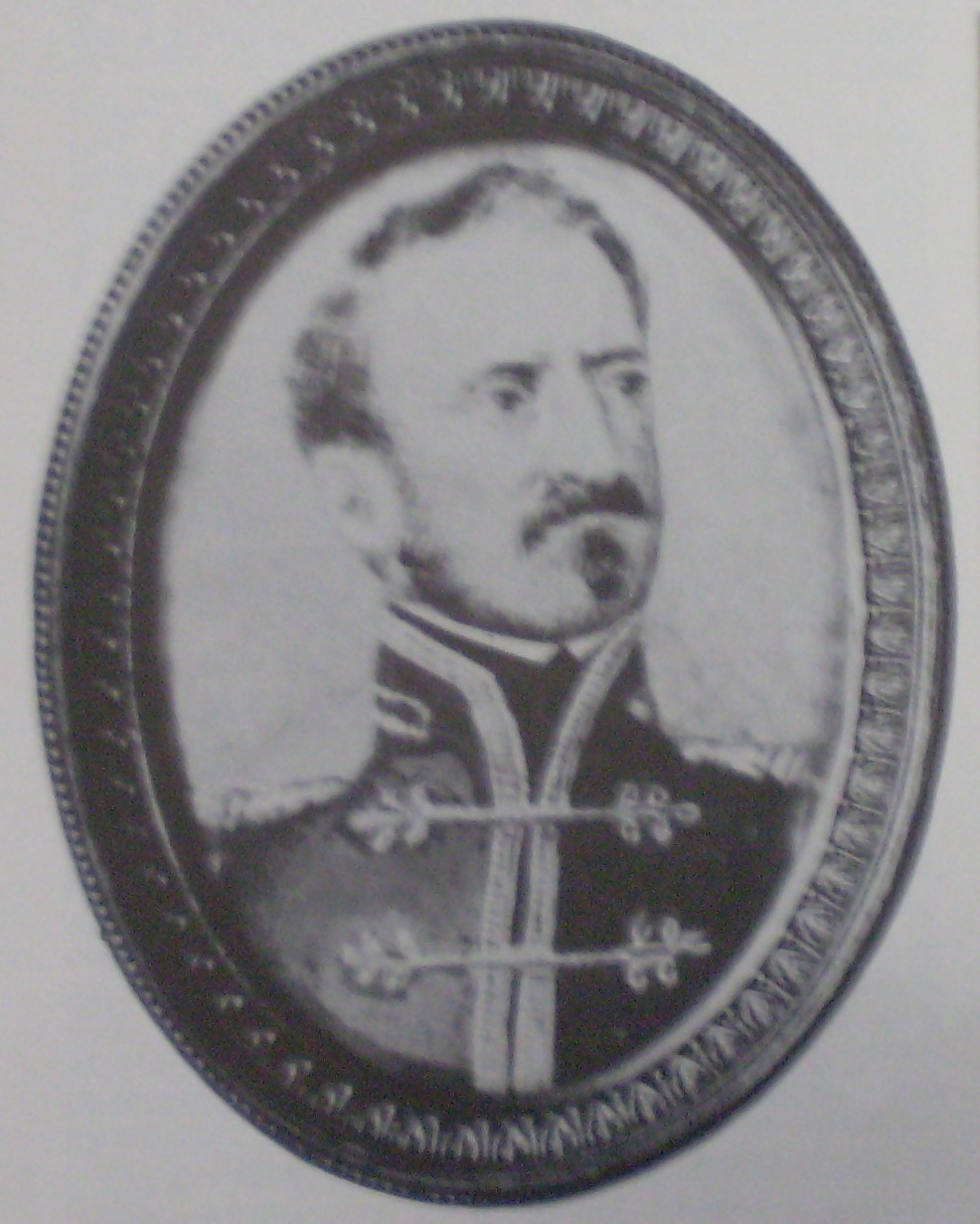
Juan Florencio Terrada.

La Compañía de Granaderos Provinciales o Granaderos de Terrada era la Compañía de Granaderos del Batallón de Voluntarios de Infantería de Buenos Aires. Estaba al mando de Juan Florencio Terrada con los 107 hombres. La junta de guerra del 16 de octubre de 1807 la elevó a batallón y dispuso que pasara a denominarse Batallón de Granaderos del General Liniers de Buenos Aires, siendo la escolta de honor de Liniers, con 4 compañías de 60 hombres cada una. Tenían sueldo de milicianos provinciales y eran custodios de la fortaleza. El 11 de septiembre de 1809 el virrey Cisneros lo renombró como Batallón de Granaderos de Fernando VII, reestructurándolo en 6 compañías de 60 soldados cada una y una compañía de caballería ligera. (107 hombres en octubre de 1806 y luego 350 hombres)

## Artillería
Las milicias de artillería sumaban 1142 hombres en octubre de 1806.
Cuadro de milicias de artillería de la guarnición de Buenos Aires en octubre de 1806.
| Cuerpo                             | Comandante             | Plazas | Batallones | Compañías |
| ---------------------------------- | ---------------------- | ------ | ---------- | --------- |
| Castas de Artillería               | Francisco de Agustini  | 426    | 1          | 8         |
| Artilleros de la Unión             | Gerardo Esteve y Llach | 395    | 1          | 7         |
| Cuerpo de Maestranza de Artillería | Manuel Rivera Indarte  | 221    | 1          | 3         |
| Artillería Provincial              | José María Pizarro     | 100    | 0          | 1         |

En el oficio del 4 de septiembre de 1806 elevado por Liniers al virrey Sobremonte, le informó:

Para la artillería pienso formar dos trenes volantes de nueve piezas cada uno de seis cañones y tres obuses, para cuyo servicio también hay voluntarios, pero para este desempeño miro como indispensable el acopio de doscientas mulas mantenidas a pesebre. Con las demás corporaciones por naciones que se pueden hacer, no creo que bajen de cinco mil hombres los que esta ciudad pueda presentar sobre las armas, lo que, combinado con las fuerzas de Balizas, que cuento igualmente poner en un pie respetable, me parece que con el entusiasmo que ha cobrado todo este vecindario, habiéndose casi todos familiarizado con el silbido de las balas, creo que se puede asegurar que serán infructuosas las nuevas tentaciones de invasiones que intenten los enemigos.

### Artilleros de la Unión
Aunque Liniers no aceptó inicialmente que los Voluntarios Patriotas de la Unión organizados por Álzaga y Sentenach formaran un cuerpo miliciano, el 8 de octubre de 1806 Gerardo Esteve y Llach se presentó ante el Cabildo solicitando crear el cuerpo con 7 compañías, incluyendo una de zapadores, lo que fue aceptado, quedando como su jefe. Liniers lo aceptó y dispuso la formación del Cuerpo de Voluntarios Artilleros de la Unión agregado al Real Cuerpo de Artillería, de cuyo comandante dependían. Fue organizado y uniformado por el Cabildo de Buenos Aires, que pagaba sus sueldos.
Estaba compuesto por 7 compañías de criollos y españoles de 60 plazas cada una. Posteriormente sus compañías tuvieron 65 plazas, incluyendo a los suboficiales, totalizando 455 hombres. La plana mayor tenía un comandante primero, un comandante segundo, un sargento mayor, 2 ayudantes, 2 abanderados, un capellán, un cirujano y un tambor mayor. Cada compañía tenía un capitán, un teniente, un subteniente, un sargento primero, 4 sargentos segundos, 4 cabos primeros, 4 cabos segundos, un tambor y 51 soldados. En el listado de fuerzas emitido por Liniers en octubre de 1806 figura con 395 hombres, pero luego incluyendo oficiales pasó a tener 486 hombres.

### Castas de Artillería
El Cuerpo de Artillería de Indios, Pardos y Morenos o Cuerpo de Castas de Artillería fue equipado por el Cabildo de Buenos Aires, al mando del alférez de fragata Domingo de Ugalde. Estaba compuesto por 8 compañías separadas por castas. Fue creado a partir del Batallón de Castas, del que se sacaron 24 oficiales y 383 soldados de las compañías 2ª, 3ª y 4ª de naturales; 5ª, 6ª, 7ª y 8ª de pardos; y 2ª de morenos. En junio de 1807 el cuerpo estaba constituido por 4 compañías de pardos, 2 de naturales indígenas y 2 de morenos. En el listado de fuerzas emitido por Liniers en octubre de 1806 figura con 426.

### Provinciales de Artillería
La Compañía de Milicias Provinciales de Artillería fue reglada por el Reglamento de 1801, que dispuso que la compañía tuviera un capitán, 2 tenientes, 3 subtenientes y 150 plazas. Las unidad dependía del comandante y oficiales del Real Cuerpo de Artillería para su gobierno, instrucción y arreglo. La compañía tenía un piquete en la Ensenada de Barragán, con 24 plazas a cargo de un subteniente. Una Real Orden del 29 de abril de 1804 mandó que la compañía miliciana de artillería se redujera a 100 plazas, incluyendo 4 cabos primeros, 4 cabos segundos y 88 artilleros segundos. En octubre de 1806 estaba al mando de José María Pizarro.

### Maestranza
El Escuadrón Auxiliar de Caballería de la Real Maestranza de Artillería o Cuerpo de Maestranza de Artillería estaba al mando del armero mayor del rey, Manuel Rivera Indarte, quien formó el escuadrón de su pecunio. Contaba con 3 compañías de artesanos. En el listado de fuerzas emitido por Liniers en octubre de 1806 figura con 221 bajo la dependencia del Real Cuerpo de Artillería.

## Unidades no combatientes y esclavos
- El Cuerpo de Esclavos estaba formado por unos 200 esclavos de Buenos Aires, a quienes se armaría si la ciudad fuera atacada. Estaba al mando de José de María. La junta de guerra del 16 de febrero de 1807 resolvió entregarle a su comandante 150 docenas de cuchillos.[22] Este cuerpo no participaba de ningún ejercicio militar, pues se formó con la previsión de: no debe por lo tanto obrar sino en la precisa ocasión de llegar a las manos. Combatió armado de cuchillos y lanzas como infantería. Al finalizar la defensa algunos esclavos fueron liberados como premio.

- La Agrupación de Jóvenes Decentes, Jóvenes de la Artillería, Compañía de Jóvenes o Menores auxiliares fue un cuerpo creado para ayudar a la artillería, que se formó el 15 de septiembre de 1806 con menores de 10 años. Ese día los jóvenes Mariano y Joseph Martínez solicitaron a Liniers la creación del cuerpo, quien lo aceptó creado una compañía agregada a modo de auxiliares-cadetes a los voluntarios de la Unión de la artillería. Su uniforme era una casaquilla y pantalones azules.[23]

- Otra unidad de menores era la de los Jóvenes de la Reconquista o Jóvenes que asistieron a la Reconquista, creada el 13 de octubre de 1806 con adolescentes en calidad de españoles que no superaban los 14 años que habían participado en la toma del Retiro y en la reconquista de la plaza. Con el permiso de sus padres Liniers creó esta compañía de 162 integrantes a solicitud de los jóvenes Joseph Montes de Oca y Joseph Dionisio Cabeza Enríquez otorgándole un uniforme: chaleco azul con mangas de vuelta encarnada, un sombrero de copa alta y el calzón largo blanco. Fue agregada a los Artilleros de la Unión.[24]

- El Batallón de Urbanos del Comercio estaba integrado por unos 1200 comerciantes de la ciudad y sus dependientes, nativos y extranjeros. Se estructuraba en 6 compañías, siendo su jefe el teniente coronel Jaime Alsina y Verjes. Constituían la reserva para ser alistados en caso de invasión, siendo su misión la de custodiar la ciudad. El reglamento de 1801 creó compañías sueltas de extranjeros con el nombre de urbanos, que en 1805 se agruparon en un batallón.[25]

## Segunda Invasión Inglesa
Para octubre de 1806 las milicias de Buenos Aires contaban con 7255 hombres distribuidos de la siguiente manera:
- Artillería, 1142 plazas
- Infantería, 4538 plazas
- Caballería, 1575 plazas

### Expediciones a la Banda Oriental

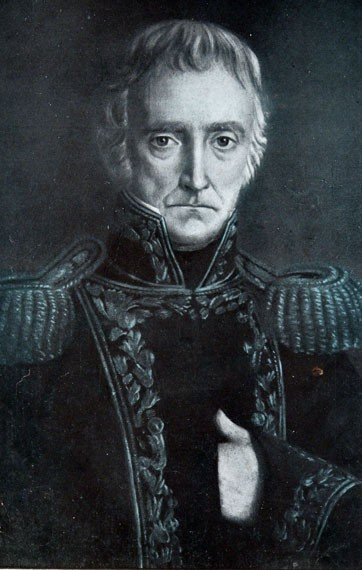
Cornelio Saavedra.

El 23 de enero de 1807 se decidió enviar tropas a Montevideo para hacer frente a una inminente invasión a la ciudad, partiendo 550 veteranos al mando de Arze. Al día siguiente una junta de guerra dispuso que fueran acuartelados 800 patricios y arribeños para realizar guardias y patrullas. El sueldo de 10 pesos asignado a los patricios y arribeños el 15 de diciembre de 1806 fue aumentado a 12 debido a que debían dejar su tareas habituales. En enero de 1807 recibieron el aumento también los húsares, cazadores, granaderos de infantería, andaluces y castas. 
Fueron consultados los jefes de los cuerpos en busca de voluntarios para integrar la expedición a la Banda Oriental, ofreciéndose Saavedra para acudir con 8 compañías de patricios. Entre las fuerzas destacadas a la Banda Oriental al mando de Liniers fueron unos 500 patricios. Al ser derrotada la vanguardia al mando del coronel Pedro de Arze, y caer Montevideo el 3 de febrero Liniers regresó a Buenos Aires dejando a Prudencio Murguiondo al frente de las fuerzas que poco después regresaron a Buenos Aires. Ante esa situación, el teniente coronel Cornelio Saavedra con la 8ª Compañía del 1.º Batallón de Patricios permaneció en Colonia del Sacramento hasta lograr evacuar la artillería, armas y municiones.
El 1 de marzo comenzó el acuartelamiento de las tropas milicianas. Cada soldado de infantería tenía como sueldo 14 pesos y los de caballería 22 pesos, ya que 8 pesos eran para la manutención de caballo. 
Luego de que el coronel británico Denis Pack ocupara Colonia del Sacramento, el 2 de abril se reunió una junta de guerra que dispuso el envío de una nueva expedición a la Banda Oriental al mando del coronel Francisco Javier de Elío, recién llegado de España con el cargo de comandante general de la Campaña Oriental. Junto con tropas veteranas el 12 de abril se embarcaron las siguientes fuerzas milicianas:
- Cuerpo de Arribeños: 2 compañías con un total de 120 hombres al mando del teniente Agustín Marquez.
- Cuerpo de Naturales, Pardos y Morenos: 2 compañías de granaderos al mando del corsario francés teniente coronel Jean Baptiste Raymond y del capitán Agustín José Sosa, con 120 hombres y 2 compañías de fusileros con 120 hombres.
- Cuerpo de Patricios: 1ª compañía del 1.º Batallón al mando del capitán Martín Medrano, con 61 hombres.
- Cuerpo de Catalanes o Miñones: 7ª y 8ª compañías al mando de los capitanes José Grau y Juan Santos de Irigoyen, con 200 hombres.
- Cuerpo de Voluntarios Patriotas de la Unión: 4 cañones de a 6 libras y 2 obuses de 6 pulgadas.

En la noche del 21 al 22 de abril de 1807 estas tropas atacaron Colonia, siendo rechazados con 8 muertos. Elío se retiró con las fuerzas hasta la Calera de las Huérfanas, en donde creó el Cuerpo de Cazadores Extranjeros con soldados del Cuerpo de Miñones, desertores británicos y tropas de otros cuerpos que querían ser separadas de ellos por su adhesión a Elío, entre ellos Raymond. El 18 de mayo zarparon de Buenos Aires refuerzos enviados a Elío, entre los cuales iban:
- Cuerpo de Patricios: 7ª y 8ª compañías del 1° Batallón, al mando de los capitanes Antonio del Texo y Andrés Patrón, el ayudante veterano Juan Manuel Hernando, el teniente José Quesada y 139 hombres.
- Húsares de Núñez: dos compañías con 181 hombres al mando del capitán Pedro Núñez.

El 7 de junio Pack atacó a las fuerzas de Elío derrotándolas en la combate de San Pedro. Murieron en la acción el capitán José Quesada y otros 10 patricios, junto con otros 109 soldados de otros cuerpos. Otros 120 hombres quedaron prisioneros, entre ellos el teniente coronel Raymond y el capitán Agustín Sosa, a quienes Pack dejó retornar a Buenos Aires por estar heridos, mientras que el resto fueron embarcados hacia Montevideo. Elío retornó a Buenos Aires con 400 hombres.

### Defensa de Buenos Aires

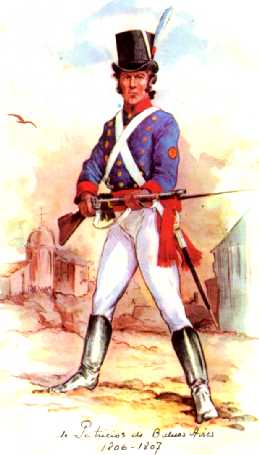
Soldado patricio.

El 28 de junio de 1807 los británicos desembarcaron en la Ensenada de Barragán y se pusieron en marcha hacia Buenos Aires. El 2 de julio se produjo el Combate de Miserere, en el cual participaron al mando de Liniers y del coronel Bernardo de Velasco los tercios de Vizcaínos (446 soldados) y Arribeños (435 soldados) y dos compañías de los Miñones (130 hombres), y dos escuadrones de caballería miliciana. 
La defensa de la ciudad se conformó así:
- General en Jefe: brigadier de la Real Armada Santiago de Liniers
- Mayor general: coronel Bernardo Velasco
- Cuartel Maestre General: coronel César Balbiani
- Comandante de Artillería: capitán Francisco de Agustini
- Tren volante de Artillería: 49 piezas (4, 6, 8, 12 libras)
- División de la Derecha (Bandera encarnada): formada por los batallones n.º 1 y 2 de Patricios, Batallón de Marina, Compañía de Granaderos de Infantería, la mitad del tercio de Catalanes y dos Escuadrones de Caballería
- División del Centro (Bandera blanca): formada por el Cuerpo de Naturales y Castas, Tercio de Galicia, Tercio de Andaluces, dos compañías del Tercio de Catalanes y un Escuadrón de Caballería
- División de la Izquierda (Bandera azul): formada por el Cuerpo de Arribeños, un contingente del Regimiento Fijo de Infantería, el Tercio de Montañeses (Cántabros) y un Escuadrón de Caballería
- División de Reserva (Bandera tricolor): formada por el Batallón n.º 3 de Patricios, Cuerpo de Dragones (a pie), Tercio de Vizcaínos y un Escuadrón de Caballería

## Traslado de milicianos a Montevideo
Una vez derrotados los británicos, evacuaron la plaza de Montevideo el 9 de septiembre de 1807 cuando Francisco Javier de Elío llegó con el Regimiento de Voluntarios del Río de la Plata, creado por Liniers el 31 de julio de 1807 para guarnecer la plaza de Montevideo. Este cuerpo estaba integrado por los milicianos de todos los cuerpos de Buenos Aires que quisieron alistarse para conservar su sueldo, el cual perderían al desmovilizarse los cuerpos. Estaba conformado por 2 batallones de 10 compañías con 80 plazas cada una al mando del teniente coronel Prudencio Murguiondo. Junto con el Regimiento de Voluntarios del Río de la Plata fue creado de igual forma el Regimiento de Cazadores de Infantería Ligera el 7 de agosto, al mando de Juan Balbín de Vallejo. Estos cuerpos (llamados despectivamente por los realistas como los tupamaros) fueron disueltos el 12 de julio de 1810 por el gobernador de Montevideo brigadier Joaquín de Soria, quien apresó a sus jefes y licenció a la tropa cuando intentaron plegarse a los revolucionarios de Buenos Aires. Junto con los dos regimientos, también fue destinado a Montevideo el 1.º Escuadrón de Húsares.
- Wikisource contiene obras originales de o sobre Proclama de Liniers a los cuerpos de voluntarios patriotas.

En la proclama del 3 de agosto de 1807 Liniers comunicó que a partir del 15 de agosto los voluntarios quedarían sin sueldo, como lo habían estado hasta el 15 de febrero de 1807, debiendo realizar instrucción solo un día a la semana. Quedaron exceptuados de la medida los patricios y los artilleros, quienes continuaron al servicio de la plaza, y los voluntarios destinados a Montevideo.
El 13 de enero de 1809 la Junta Suprema de Sevilla dispuso en nombre del rey premiar a los oficiales de los distintos cuerpos veteranos y milicianos de Buenos Aires reconociendo los grados militares que se les había otorgado.

## Reorganización de las milicias de Buenos Aires
Durante el intento de destituir al virrey Liniers ocurrido el 1 de enero de 1809 y conocido como asonada de Álzaga, los tercios de Miñones, Gallegos y Vizcaínos (incluyendo a los Cazadores Correntinos) se opusieron al virrey, por lo que al ser dominada la rebelión fueron virtualmente disueltos y desarmados, y sus jefes arrestados. El 16 de mayo de 1809 una junta de guerra determinó que sus banderas fueran entregadas por los batallones y colocadas junto al retrato del rey en el fuerte de Buenos Aires y que los miembros de esos tercios dejaran de percibir sueldo con retroactividad al 1 de enero.
El nuevo virrey Baltasar Hidalgo de Cisneros dispuso el 22 de septiembre de 1809 la restitución del honor de los tercios involucrados en el movimiento del 1 de enero, amnistiando a los detenidos, pero no permitió su reconstitución al ser destinados a la reserva como parte de los batallones del Comercio.

4.° Los Cuerpos vizcaynos, catalanes y gallegos que en unión con los demás voluntarios de esta ciudad han hecho los más notables servicios a la Patria no han desmentido la elevada idea a que se han hecho acreedores por solo una parte muy corta de ellos que se separaron de sus deberes en aquella conmoción, y por lo tanto se les entregará por el sargento mayor de la plaza de las banderas y armas de que fueron despojados. Pero no debiendo subsistir estos cuerpos bajo sus antiguas denominaciones según el nuevo plan de fuerza armada que acaba de publicarse integrarán los batallones del Comercio, encargándose su arreglo al general comisionado como está prevenido.

El 11 de septiembre de 1809 Cisneros mediante una providencia reorganizó los cuerpos urbanos de Buenos Aires:

Artículo 1º: Que los Cuerpos Urbanos que se hallan a sueldo, se reduzcan a cinco batallones, formándose dos de ellos con los tres que ahora tiene el Cuerpo de Patricios; otro del Cuerpo de Montañeses, otro del de Andaluces y otro del de Arribeños; cada batallón constará de nueve compañías, inclusa la de granaderos, con la fuerza efectiva que les estaba señalada, y sus Planas Mayores, un Comandante, un Sargento Mayor, dos Ayudantes íd., dos Abanderados, un Capellán, un Cirujano, un Tambor y dos Pífanos.

Artículo 2°: Un batallón de Granaderos, de seis compañías, con igual fuerza en ellas que las anteriores y la misma Plana Mayor.

Artículo 3°: Un batallón de Artillería volante, en igual fuerza y números de compañías que el antecedente.

Artículo 4°: Un escuadrón de Húsares, con 150 plazas en tres compañías, un Comandante, un Mayor, un Ayudante y un Portaguión.

Artículo 5°: Un batallón de Castas, con igual fuerza que la de los cinco primeros, con la diferencia que deberá tener las dos compañías de Granaderos, por ser Provinciales.

Artículo 6°: Del Cuerpo del Comercio se formarán dos o más batallones, si fuese posible, con igual fuerza que la de los cinco primeros, pero como estos batallones se han de componer de sujetos que necesitan atener a sus particulares negocios e intereses, no deberán hacer servicio sino cuando lo exigiesen las circunstancias, pero sí estar alistados y regimentados como queda dicho, para cuyo efecto diputará el mismo comercio dos de sus individuos que lo verifiquen y acuerden con el General que comisionó, a fin de que, luego que estuviesen en disposición de ello, puedan ser revistados por mí como los demás batallones, y señalarles su armamento correspondiente para los casos en que fuesen necesarios.

Artículo 7°: Con la tropa de los Cuerpos de Carlos IV, Cazadores, 2° y 3° escuadrón de Húsares, el de Migueletes y el de Castas de Artillería se completarán los demás que quedan al servicio; y como el número de aquellos debe considerarse excedente al que éstos necesitan, podrán concederse algunas bajas a los individuos que únicamente se consideren que por sus oficios hagan falta para las atenciones de ellos en el pueblo.

Los cuerpos que quedaron fueron numerados:

Artículo 11°: Para evitar las rivalidades que suelen introducir la nominación de cuerpos por Provincias cuando no hay un motivo de preferencia en el distinguido mérito que todos contrajeron en las bizarra acciones anteriores, se nombrarán los batallones con el número que se les asigna, a saber: 1° y 2° a los dos de Patricios; 3° al de Arribeños; 4° al de Montañeses y 5° al de Andaluces; 6° y 7° y 8°, si lo hubiese, a los del Comercio; el de la Unión se nombrará de Artillería volante; el de granaderos, de Fernando VII; y el de Castas conservará su actual nombre, y el escuadrón de Húsares, por ser solo, se denominará del Rey.

Como consecuencia de las reformas de Cisneros el ejército de milicianos a sueldo de la guarnición de la ciudad de Buenos Aires que llegó al 25 de mayo de 1810 estaba conformado por las siguientes unidades:
- Batallón de Infantería n.º 1 (ex Patricios) (30 jefes, 358 soldados)
- Batallón de Infantería n.º 2 (ex Patricios) (28 jefes, 396 soldados)
- Batallón de Infantería n.º 3 (ex Arribeños) (29 jefes, 471 soldados)
- Batallón de Infantería n.º 4 (ex Montañeses) (29 jefes, 362 soldados)
- Batallón de Infantería n.º 5 (ex Andaluces) (29 jefes, 325 soldados)
- Batallón de Granaderos de Fernando VII (23 jefes, 242 soldados)
- Cuerpo de Artillería Volante (22 jefes, 291 soldados)
- Escuadrón de Húsares del Rey (13 jefes, 126 soldados)
- Batallón de Castas (32 jefes, 519 soldados)

En la reserva quedaron los Cuerpos Urbanos del Comercio con los números 6, 7 y 8.

## Expedición al Alto Perú de 1809
Para sofocar las revueltas de Chuquisaca y La Paz, el virrey Cisneros envió desde Buenos Aires un contingente de 500 hombres al mando de Vicente Nieto y del coronel de marina José Córdova, que partió el 4 de octubre de 1809. Fueron organizadas tres divisiones con veteranos del Regimiento Fijo de Infantería, Dragones y de Artillería, junto con una compañía de marina y otras de patricios, arribeños, montañeses, andaluces y artilleros de la Unión.

El mariscal inspeccionó su ejército en la plaza Mayor de la capital, compuesto de dos compañías de patricios, una de arribeños, una de montañeses y otra de andaluces, un piquete de marinos y tres piquetes de veteranos del fijo, artilleros y húsares del rey, integrando una fuerza de 400 a 500 hombres, con facultad de aumentarla en los pueblos del tránsito (...) puso en movimiento sus fuerzas en tres divisiones que salieron de la capital con intervalos de varios dias marchando él mismo a la vanguardia.

Al llegar al Alto Perú no hizo falta que entraran en combate. La segunda división estaba compuesta por una compañía de arribeños al mando del Capitán Bernardino Paz, un destacamento del Cuerpo de Marina, al mando del teniente de navió José María Miranda y una compañía de patricios al mando del capitán Diego Basavilbaso. La tercera división estaba formada por un destacamento de artillería de las Unión (al mando del guardaparque Manuel Acuña de Figueroa), una compañía de montañeses (al mando del teniente Manuel Horma) y un destacamento de andaluces (al mando del teniente Santiago Madera). Producida la Revolución de Mayo, Nieto formó con parte de los andaluces, montañeses y soldados del Fijo, el Cuerpo de Voluntarios del Rey. Otras dos compañías del Fijo formaron las compañías veteranas del Real Borbón. En marzo de 1811 ambos cuerpos formaron el Batallón Fernando VII unido al Ejército Real del Perú, que combatió en las batallas de Huaqui, Tucumán y Salta y cuyos restos se fusionaron a principios de 1815 con el Batallón de Milicias Provinciales de Potosí.